# Johan Langballe
Johan Langballe, né le 9 février 1999, est un coureur cycliste danois.

## Biographie
En mars 2019, il s'impose sur la dernière étape du Tour de Normandie, en devançant au sprint ses trois compagnons d'échappée,.

## Palmarès et résultats

### Palmarès par année
- 2015
  -  Champion du Danemark de course aux points juniors
  -  Champion du Danemark du scratch juniors
  - 3e du championnat du Danemark du kilomètre juniors
- 2016
  - EPZ Omloop van Borsele
- 2017
  - Kuurne-Bruxelles-Kuurne juniors
  - 1re étape des Trois Jours d'Axel
  - 2e étape du Trofeo Karlsberg
  - 2e des Trois Jours d'Axel
- 2019
  - 7e étape du Tour de Normandie

### Classements mondiaux
| Année           | 2019   |
| --------------- | ------ |
| UCI Europe Tour | 1 511e |